# ناظم أباد (قشلاق أهر)
ناظم أباد (بالفارسية: ناظم‌آباد) هي منطقة سكنية تقع في إيران في قسم قشلاق الریفي. يقدر عدد سكانها بـ 250 نسمة .